# Rhinegrave
Rhinegrave (em alemão: Rheingraf) foi um título nobiliárquico alemão, usado pelos condes de Rheingau, um condado situado entre Wiesbaden e Lorch, na margem direita do rio Reno. O seu castelo foi conhecido como o Rheingrafenstein. Após os Rhinegraves herdarem o Vildgraviato e partes do Condado de Salm, eles próprios se auto-intitularam Vildgraves e Rhinegraves de Salm.
Etimologia
Do baixo alemão médio ringrave e alemão Rheingraf, do Rhein ("o rio Reno") + Graf ("grave, conde").
Pronúncia
(UK) IPA(key): /ˈɹʌɪnɡɹeɪv/
Substantivo
Rhinegrave (plural Rhinegraves)
Um conde alemão cujas terras hereditárias estão na área de Rheingau ao norte do rio Reno, especialmente uma que descende dos condes de Salm.  Citações ▲
• 1630, John Smith, True Travels, em Kupperman 1988, p. 45:
Os turcos ousando o Duque diariamente para um sett battell, que em seguida, tirou seu exército, liderado pelo Reno-Grave [...].